# Pero Mićić

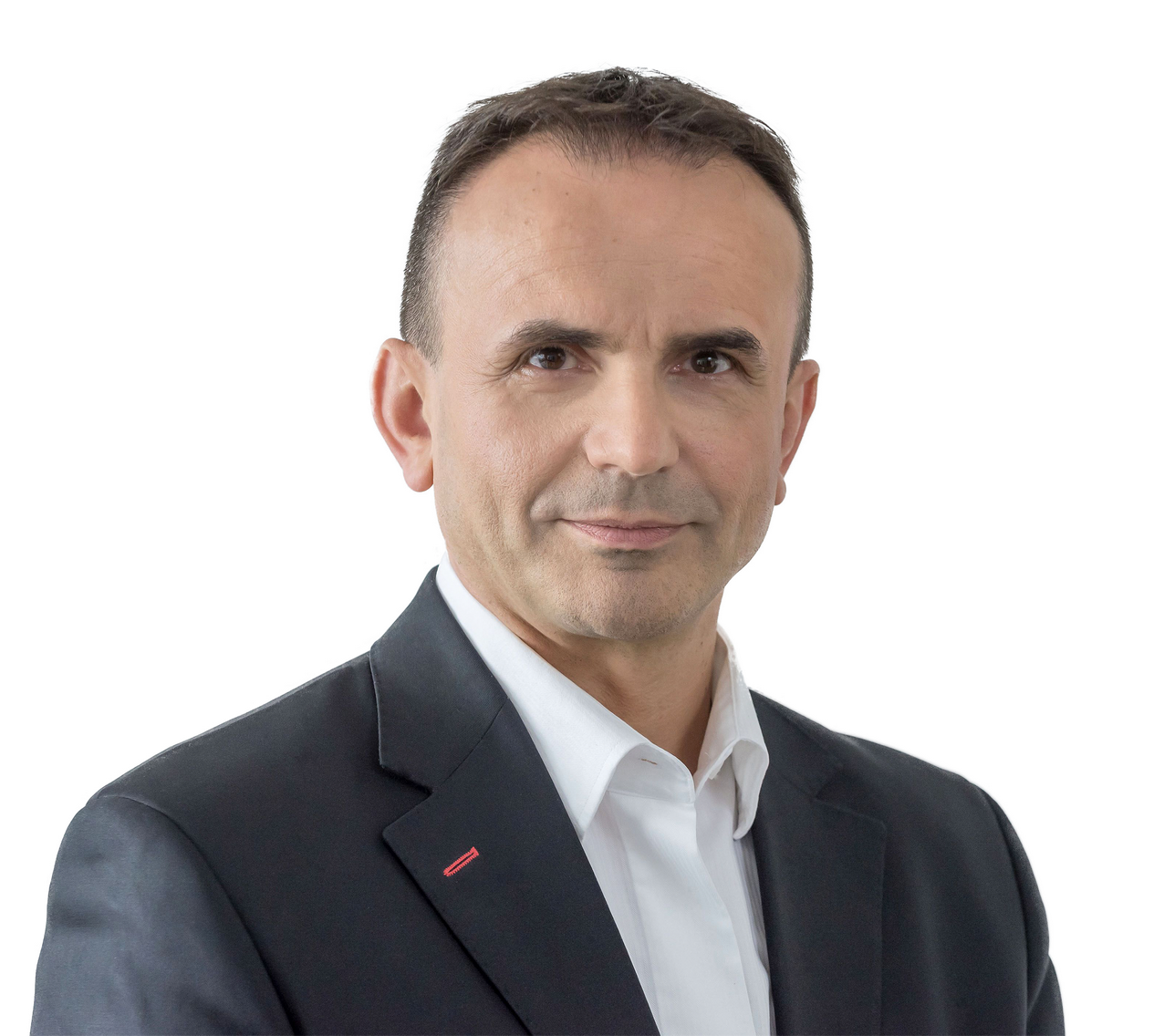
Pero Mićić (2017)

Pero Mićić (* 1967 in Belgrad) ist ein deutscher Autor, Referent und Managementberater. Seit 2019 ist er Professor für Foresight and Strategy an die Steinbeis-Hochschule Berlin.

## Leben und Wirken
Mićić studierte Wirtschaftswissenschaften und promovierte 2007 an der Leeds Business School in Großbritannien mit einer Arbeit über die Methodik des Zukunftsmanagements mit dem Titel Phenomenology of Future Management in Top Management Teams.
Er ist Veranstalter von Seminaren und wird als Gastredner engagiert. Er verfasste als Autor mehrere Bücher und Kommentare, z. B. in Medien wie der Huffington Post, bei n-tv und in Radiosendungen.
1991 gründete er ein Unternehmen für Zukunftsmanagement-Beratung, die heutige FutureManagementGroup AG. Er ist bis heute ihr Vorstandsvorsitzender. Darüber hinaus wirkte Mićić als Investor bei den Firmen AVA Information Systems GmbH in Berlin, Inoptec Ltd. in London und München und Mapegy im Bereich Softwareentwicklung und Künstliche Intelligenz. Für AVA und Inoptec fungierte er auch als Beirat. Er war Aufsichtsratsvorsitzender des Bildungsunternehmens Ibis Acam AG.
Mićić wurde 2019 als Professor für Foresight and Strategy an die Steinbeis-Hochschule Berlin berufen. Er lebt in Eltville.

## Ehrenamtliches Engagement
Pero Mićić ist Gründungsmitglied der Association of Professional Futurists (Berufsverband) in den USA und Mitglied des Beirats des Studiengangs Foresight an der University of Houston. Er war darüber hinaus Vorsitzender des Advisory Boards der European Futurists Conference in Luzern. Im Jahr 2017 wurde er Fellow der World Futures Studies Federation.
Im August 2018 wurde Pero Mićić von der Hessischen Landesregierung in den Rat für Digitalethik berufen, der sich am 19. September 2018 unter Vorsitz von Ministerpräsident Volker Bouffier konstituierte. Der Rat berät die hessische Landesregierung bei Fragen der Ethik im Zusammenhang mit der digitalen Transformation der Gesellschaft.

## Auszeichnung
Im Jahr 2014 erhielt er während der Frankfurter Buchmesse den getAbstract International Book Award. Das englischsprachige Buch The Five Futures Glasses wurde 2014 als zweitplatziertes in der Kategorie Advance the Methodology and Practice of Foresight and Futures Studies mit dem Preis Most Significant Futures Works der Association of Professional Futurists ausgezeichnet.

## Werke (Auswahl)

### Monographien
- 2014: Wie wir uns täglich die Zukunft versauen – Raus aus der Kurzfrist-Falle. Econ, Berlin 2014, ISBN 978-3430201605.[21][22]
- 2011: 30 Minuten Zukunftsmanagement. 5. überarb. Auflage. Gabal, Offenbach 2011, ISBN 978-3-869-36287-8.
- 2009: Die fünf Zukunftsbrillen – Chancen früher erkennen durch praktisches Zukunftsmanagement. 2. Auflage. Gabal, Offenbach 2009, ISBN 978-3-89749-669-9.[23]
  - 2010: The Five Futures Glasses – How to See and Understand More of the Future with the Eltville Model. Palgrave McMillan, London 2010, ISBN 978-0230247055.
- 2007: Das ZukunftsRadar – Die wichtigsten Trends, Technologien und Themen der Zukunft. 2. Auflage. Gabal, Offenbach 2007, ISBN 3-89749-594-5.
- 2005: 30 Minuten für Zukunftsforschung und Zukunftsmanagement. Gabal, Offenbach 2005, ISBN 978-3-89749-557-9.
- 2003: Der ZukunftsManager – Wie Sie Marktchancen vor Ihren Mitbewerbern erkennen. 3. Auflage. Haufe, Freiburg 2003, ISBN 3-448-05769-X.

### Hörbücher, Podcasts
- 2018: Stephan Heinrich, Pero Mićić: Führen in die Zukunft: Sales-up-Call. Heinrich Management Consulting, Trier 2018.
- seit 2018: Dr. Pero Mićić: Leader's Foresight. Apple Podcast[24]
- 2011: Susanne Kleinhenz, Pero Mićić u. a.: Erfolg-Reich-Sein in der Zukunft. live-academy Verlag, Berlin 2011. ISBN 978-3-000-34526-5.

### Beiträge in Editionen
- 2016: Handbuch Consulting 2016: 60 führende Partner für Ihr Unternehmen. Herausgegeben von Thomas Lünendonk, Jonas Lünendonk, Hans-Peter Dr. Canibol. fakten + köpfe Verlagsgesellschaft, Groß-Gerau 2016, ISBN 978-3-981-51573-2.
- 2011: Zukunftsmanagement. Mythos und Wirklichkeit. In: Gabriele Naderer, Eva Balzer (Hrsg.): Qualitative Marktforschung in Theorie und Praxis: Grundlagen, Methoden und Anwendungen. 2. Auflage. Springer Gabler, Heidelberg 2011, ISBN 978-3-834-92925-9, S. 553–566.
- 2010: Wie Menschen Zukünfte denken und gestalten. In: Hubert Burda, Mathias Döpfner, Bodo Hombach, Jürgen Rüttgers (Hrsg.): 2020 – Gedanken zur Zukunft des Internets. Klartext Verlag, Essen 2010, ISBN 978-3-8375-0376-0.
- 2010: Developing Leaders as Futures Thinkers. In: Richard Thorpe, Jeff Gold, Alan Mumford (Hrsg.): Gower Handbook of Leadership and Management Development. 5. Auflage. Routledge, London und New York 2016, ISBN 978-0-566-08858-2, S. 547–566.
- 2009: Stefan Culjak, Pero Mićić u. a.: Management & Führung 1: Erfolgsrezepte von Trainern und Experten. Jünger Medien Verlag, Offenbach 2009, ISBN 978-3-766-49510-5.